# Voyageurs de Vanier
Die Voyageurs de Vanier (englisch Vanier Voyageurs) waren eine kanadische Eishockeymannschaft aus Vanier, Québec. Das Team spielte in der Saison 1996/97 in der Québec Semi-Pro Hockey League.

## Geschichte
Die Mannschaft wurde 1996 als Franchise der erstmals ausgetragenen Québec Semi-Pro Hockey League gegründet. Die Voyageurs de Vanier schlossen ihre einzige Spielzeit, die Saison 1996/97, auf dem vierten Platz ab. Mit nur elf Siegen bei 36 Spielen schlossen sie die Saison mit einer eindeutig negativen Bilanz ab. Vor der Saison 1997/98 wurde das Franchise nach Québec City umgesiedelt, wo es anschließend unter dem Namen As de Québec am Spielbetrieb der Liga teilnahm.

## Team-Rekorde

### Karriererekorde
Spiele: 32  Patrick Nadeau
Tore: 22  Patrick Nadeau
Assists: 22  Patrick Nadeau
Punkte: 44  Patrick Nadeau
Strafminuten: 235  Martin Brousseau